# Kamienice przy Rynku Głównym w Krakowie

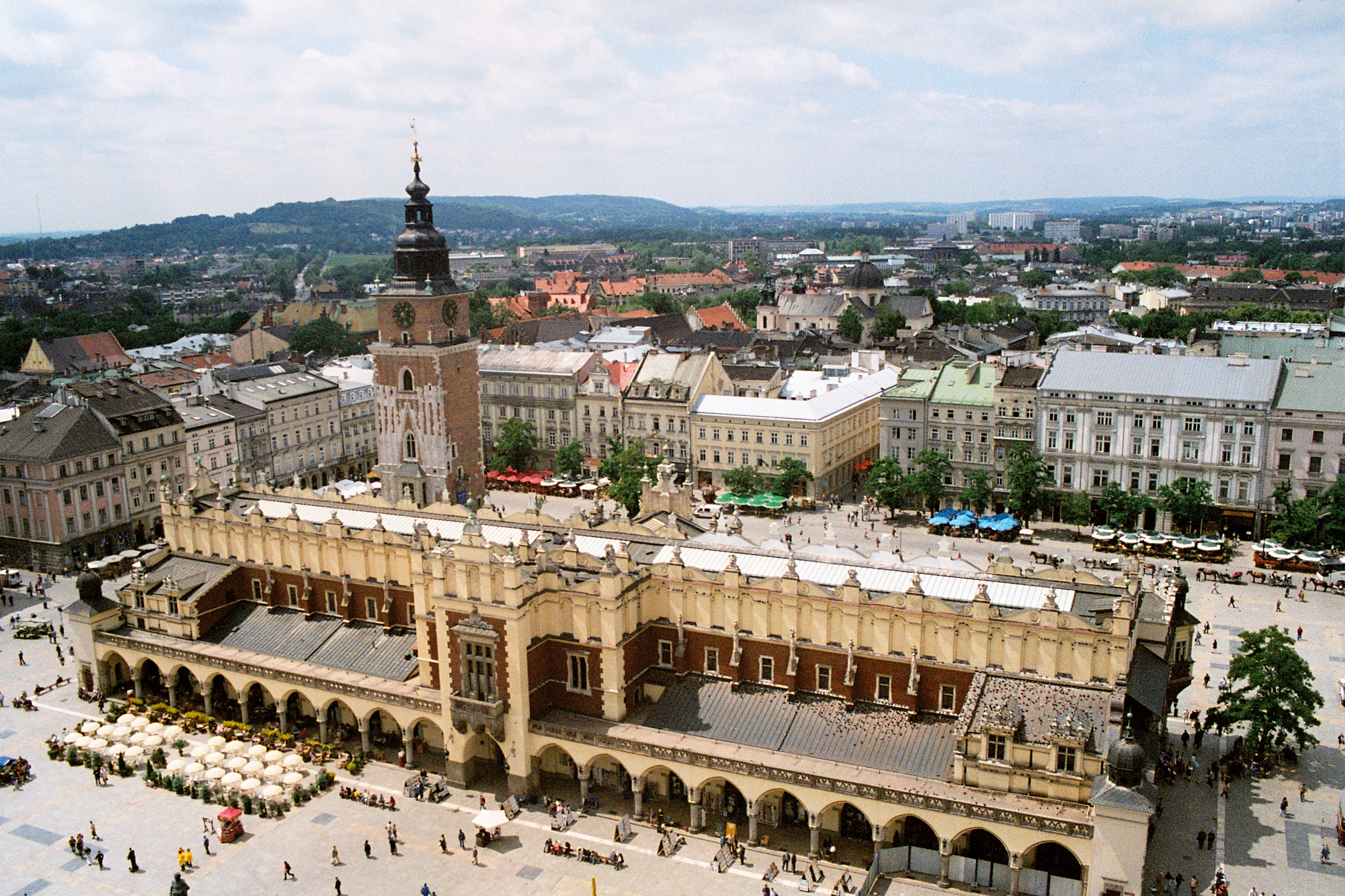
Pierzeja południowo-zachodnia

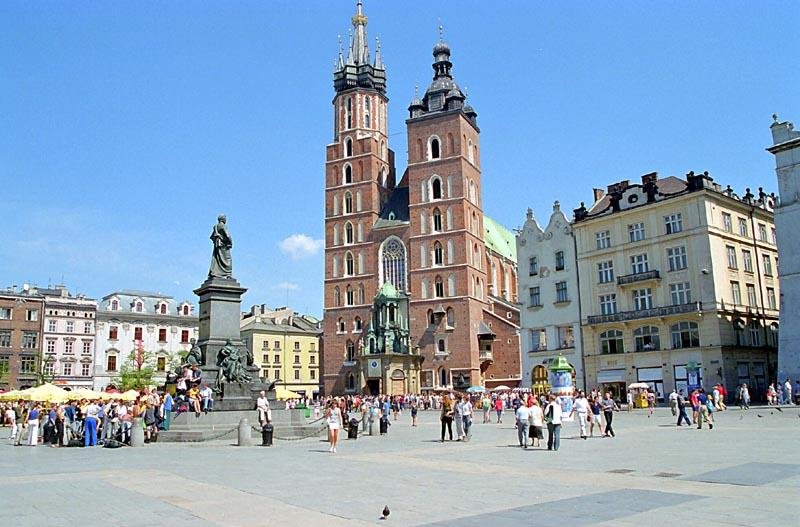
Pierzeja wschodnia

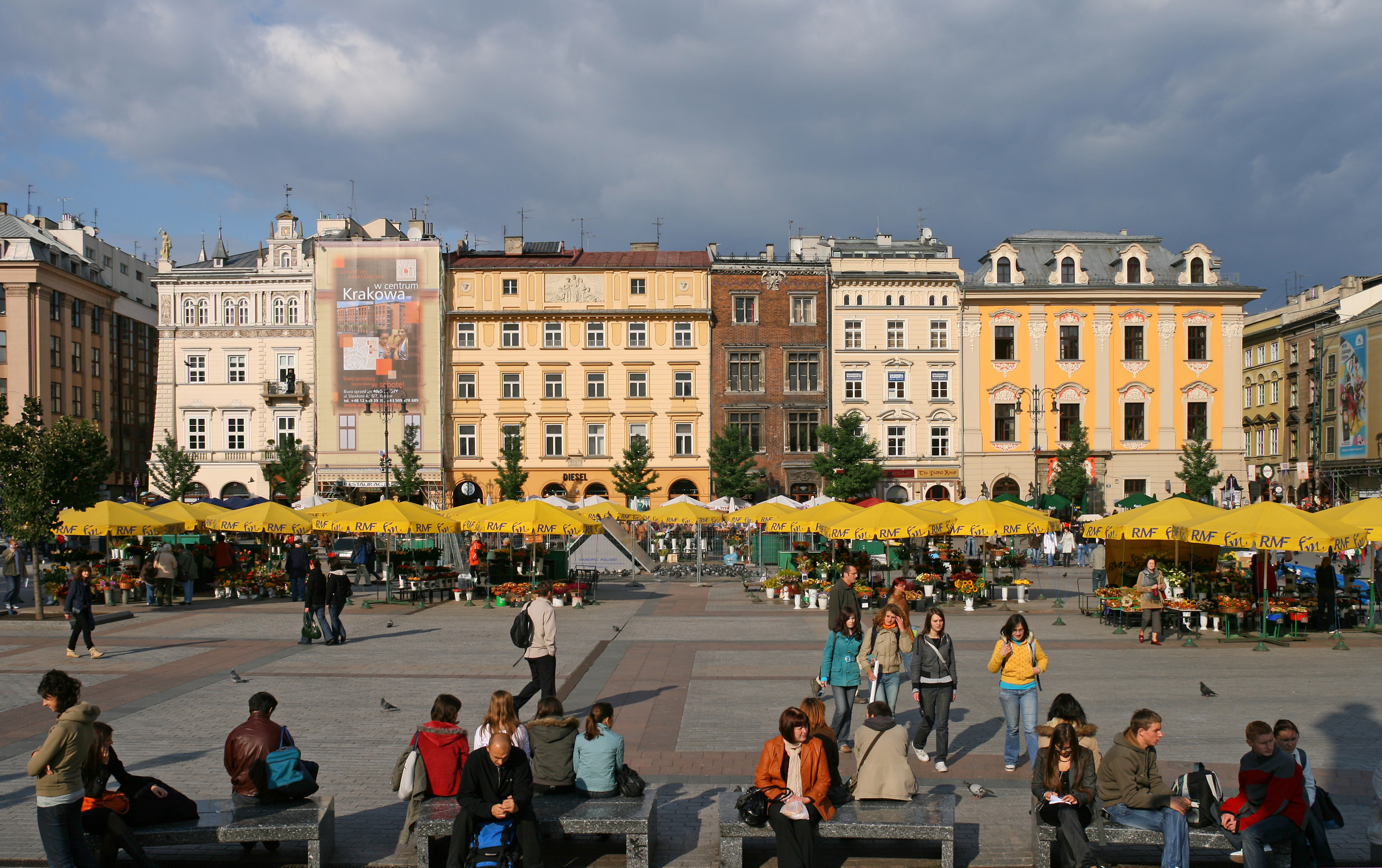
Pierzeja północna (linia A-B)

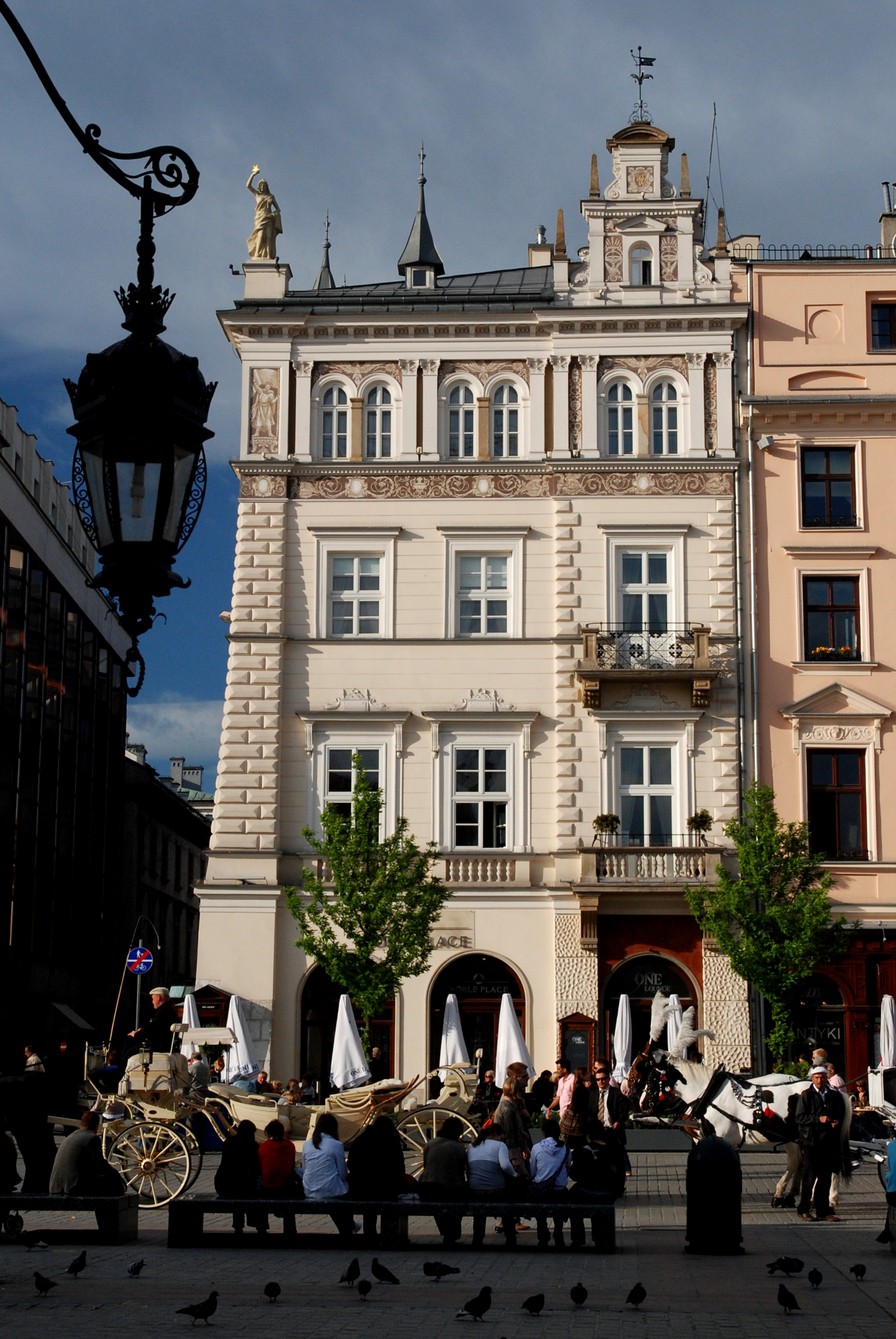
Kamienica Zacherlowska (Bonerowska)

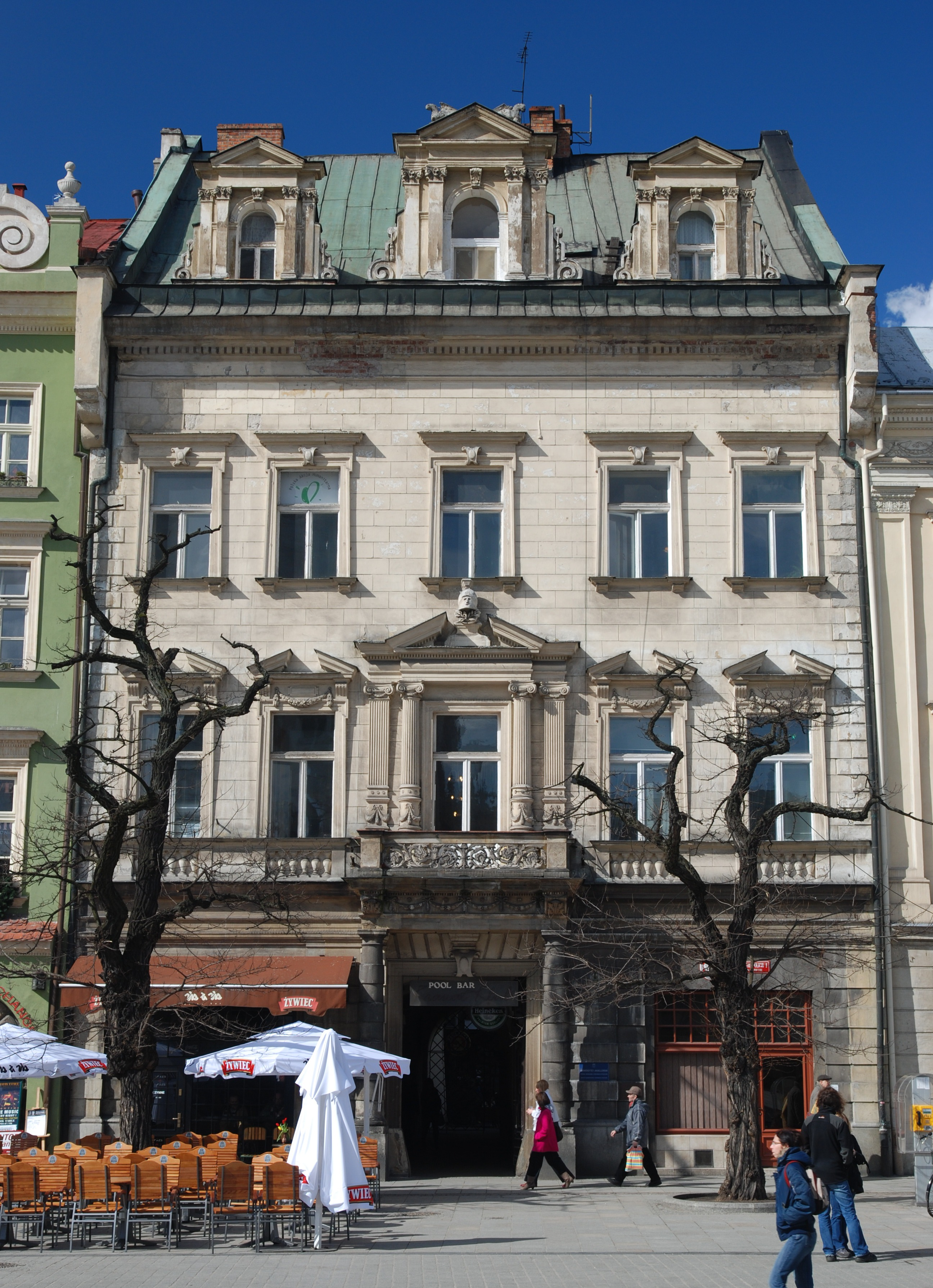
Kamienica pod Blachą

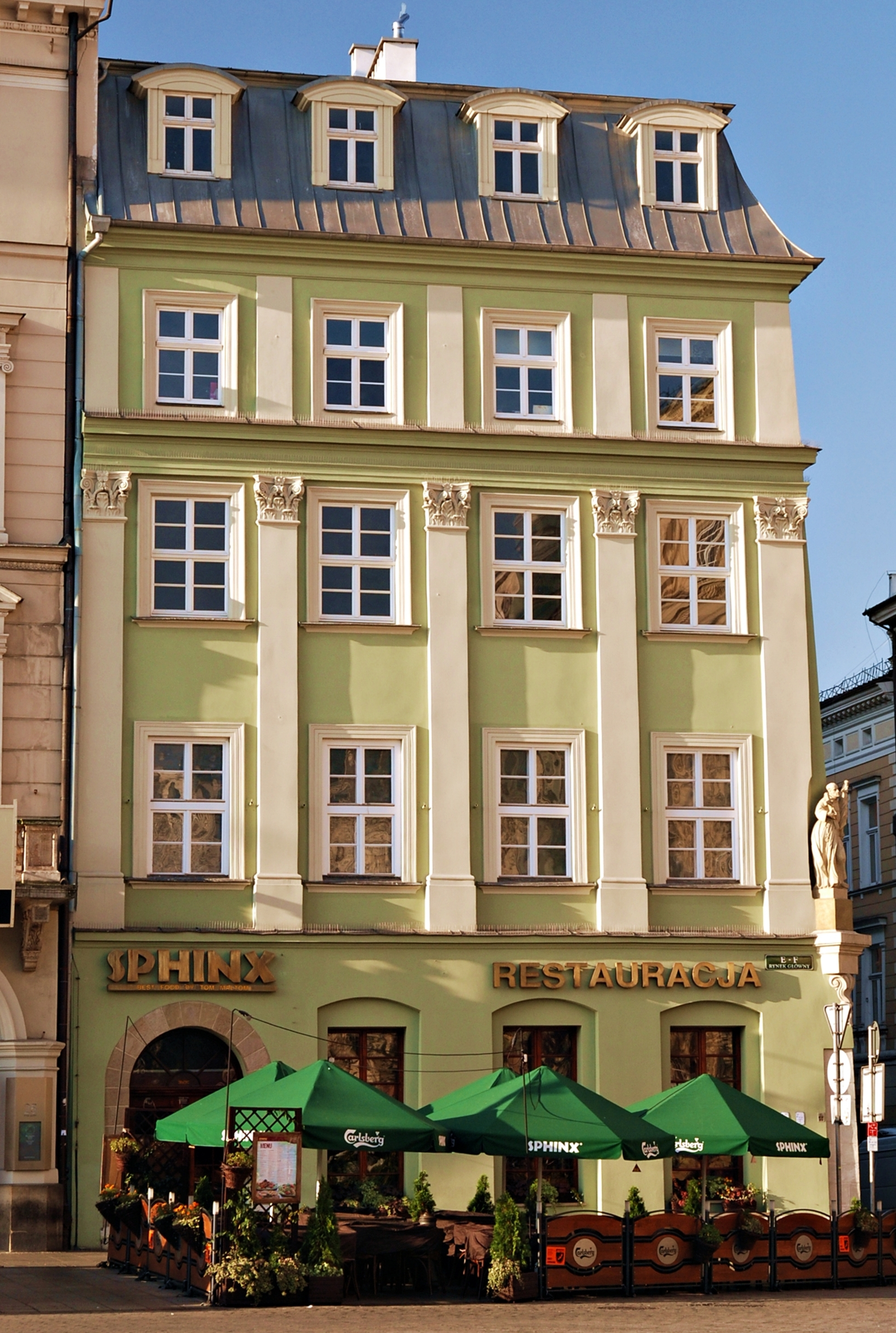
Kamienica pod św. Janem Kapistranem

Kamienice przy Rynku Głównym w Krakowie – zespół budynków, zabytków o wielowiekowej historii.
W 1882 oficjalnie wprowadzono numerację kamienic, a także podział pierzei Rynku na tzw. linie.

## Linia A-B
Linia A-B to pierzeja między ul. Sławkowską i ul. Floriańską, składająca się z następujących kamienic:
- kamienica „Pod Jeleniem” (nr 36)
- kamienica Wosińska (nr 37)
- kamienica Kencowska (nr 38)
- Pod Konikiem (nr 39)
- Kamienica Januszowiczowska (nr 40)
- Budynek Feniksa (nr 41)
- Kamienica Zacherlowska (nr 42)
- Pod Słońcem (nr 43)
- Kamienica Betmanowska (nr 44)
- Pod Orłem (nr 45)
- Kamienica Czerwona (nr 46)
- Kamienica Mennica (nr 47)

## Linia C-D
Linia C-D to pierzeja między ul. św. Anny i ul. Szczepańską, składająca się z następujących kamienic:
- Pałac „Pod Baranami” (nr 27)
- Pod Jagnięciem (nr 28)
- Pod Blachą (nr 29)
- Pałac Małachowskich (nr 30)
- Budynek Banku Pekao w Krakowie (nr 31)
- Pod Trzema Gwiazdami (nr 32)
- Kamienica Ciemowiczowska (nr 33)
- Pałac Spiski (nr 34)
- Pałac Pod Krzysztofory (nr 35)

## Linia E-F
Linia E-F to pierzeja między ul. Grodzką i ul. Wiślną, składająca się z następujących kamienic:
- Pod św. Anną (nr 14)
- Kamienica Pinocińska (nr 15)
- Kamienica Morsztynowska (nr 16)
- Kamienica Hetmańska (nr 17)
- Kamienica Amodejowska (nr 18)
- Pod Obrazem (nr 19)
- Pałac Zbaraskich/Potockich (nr 20), w latach 1990-2020 siedziba Goethe-Institut[1]
- Pod Ewangelistami (nr 21)
- Kamienica Straszewska (nr 22)
- Kamienica Kromerowska (nr 23)
- Pod Kanarkiem (nr 24)
- Pod Krukami (nr 25)
- Pod św. Janem Kapistranem (nr 26)

## Linia G-H
Linia G-H to pierzeja między pl. Mariackim i ul. Grodzką, składająca się z następujących kamienic:
- Kamienica Czyncielów (nr 4)
- Kamienica Bidermanowska (nr 5)
- Szara Kamienica (nr 6), British Council, Kraków
- Dom Włoski (nr 7)
- Pod Jaszczurami (nr 8)
- Kamienica Bonerowska (nr 9)
- Pod Złotym Karpiem (nr 10)
- Dom Wenecki (nr 11)
- Kamienica Fontanowska (nr 12)
- Pod Złotą Głową (nr 13)